# Cadavrexquis
Cadavrexquis – album francuskiej piosenkarki Amandy Lear, wydany w 1993 roku.

## Ogólne informacje
Płyta Cadavrexquis była powrotem artystki do tanecznego repertuaru. Podczas nagrywania płyty Amanda współpracowała z niemieckim zespołem Bass Bumpers. Oprócz singla "Fantasy", album zawierał również trzy starsze piosenki Amandy nagrane w nowych wersjach: "Follow Me", "Lili Marleen" oraz "Fashion Pack".
Początkowo album został wydany przez niewielką francuską wytwórnię Chène Music i nie zwrócono na niego zbytniej uwagi, lecz kiedy singel "Fantasy" zaczął zdobywać coraz większą popularność wśród społeczności gejowskiej, płytą zainteresowała się duża niemiecka firma fonograficzna Mint Records. Wydała ona album ze zmienioną okładką i dzięki temu o Cadavrexquis usłyszano także poza Francją.

## Lista ścieżek
1. "Fantasy" (Single Version) - 3:55
2. "Sacrilége" - 3:27
3. "Speak of the Devil" - 3:15
4. "Fashion Pack" - 4:52
5. "Time to Change" - 3:40
6. "What a Boy" - 3:23
7. "Follow Me" - 3:50
8. "Loving" - 3:42
9. "Lili Marleen" - 4:28
10. "Fantasy" (Long Version) - 6:18

## Single z płyty
- 1992: "Fantasy"